# Magharo
Magharo (gruz. მაღარო) – wieś w Gruzji, w regionie Kachetia, w gminie Sighnaghi. W 2014 roku liczyła 1747 mieszkańców.

## Urodzeni
- Dawit Usupaszwili